# 美宝堂
株式会社美宝堂（びほうどう）は、1950年から2011年まで、愛知県名古屋市東区白壁に存在した、宝石・貴金属店。その他、宝飾腕時計、高級鞄も取り扱っていた。
なお、同名の会社がいくつか存在するが、同社とは無関係である。

## 沿革
社長の野々垣学が1945年の終戦直後に闇市の手伝いから中古時計の販売を手掛けるようになり、現所在地にて開店した野々垣商店が美宝堂の創業である。その後、1950年に美宝堂時計舗と名を改め、1960年に法人改組。1960年代前半まで日本国産時計の販売を主力にしていたが、売れ行きが落ち込み1970年代よりロレックスやオメガなどの日本国外からの輸入物の高級時計を扱うようになった。
1981年よりテレビCMを開始し、社長が出演するユニークな内容で評判になった。1982年に1号館（後の宝石館）を建設して店舗をビルにし、1989年より現・社名になった。バブル期の1992年には2号館、1994年には3号館（後の時計館）を増築。
派手なスーツで社長が出演するテレビCMや100万円以上の購入客だけが入れる天井から壁まで全て金ピカの「黄金のVIPルーム」、腕時計と指輪の入った1億円の福袋、文字盤からベルトまでダイヤを埋め込むオリジナル時計の「億万長者モデル」などの成金趣味で話題を集め、一時は年商が40億円を超えたが、その後はバブル崩壊や不況で売上が激減。1994年に新たに建てた自社ビルの借入金返済が負担になった。
2000年の元日にはミレニアムを記念して2000万円相当の商品が入った福袋を売り出したり、2005年日本国際博覧会（愛・地球博）開催期には美宝堂55周年を記念して本店で「美宝堂博覧会」なるものを開催した。
2007年1月期には11億円の売上高を計上していたが2008年のリーマン・ショックによる消費不況により業績が低迷、2010年1月期の売上高は7億円にまで落ち込んだ。2010年5月にネイルサロン事業に進出するも、2009年には銀行からの借り入れが出来なくなり資金繰りが悪化。
2011年3月、詐欺事件（詳細は#詐欺事件）が報じられるとともに、市税滞納により市税事務所から店舗の差し押さえを受け休業状態になった。本社兼店舗だった自社ビルが同年4月末に売却。
同年5月2日に2度目の不渡りを出し事実上の倒産、負債総額は22億円。広告宣伝費などの借入負担が経営の重荷になっていたと伝えられた。同社サイトの会社概要では売上高は最後まで「年商50億円（本年度予定）」となっていた。
同年6月8日と7月1日に投資詐欺容疑で愛知県警に専務が逮捕された。10月21日にも粉飾決算による信用保証協会への融資詐欺容疑で3度目の逮捕。（詳細は#詐欺事件）
2013年1月10日、名古屋地方裁判所より破産手続きの開始決定を受けた。負債額は21億円。
2014年4月14日、名古屋地方裁判所にて専務に懲役3年の実刑判決。同年10月14日、名古屋高等裁判所にて一審を支持し控訴棄却の判決。
美宝堂自体も、2015年12月17日に法人格が消滅した。

### 廃業後の店舗

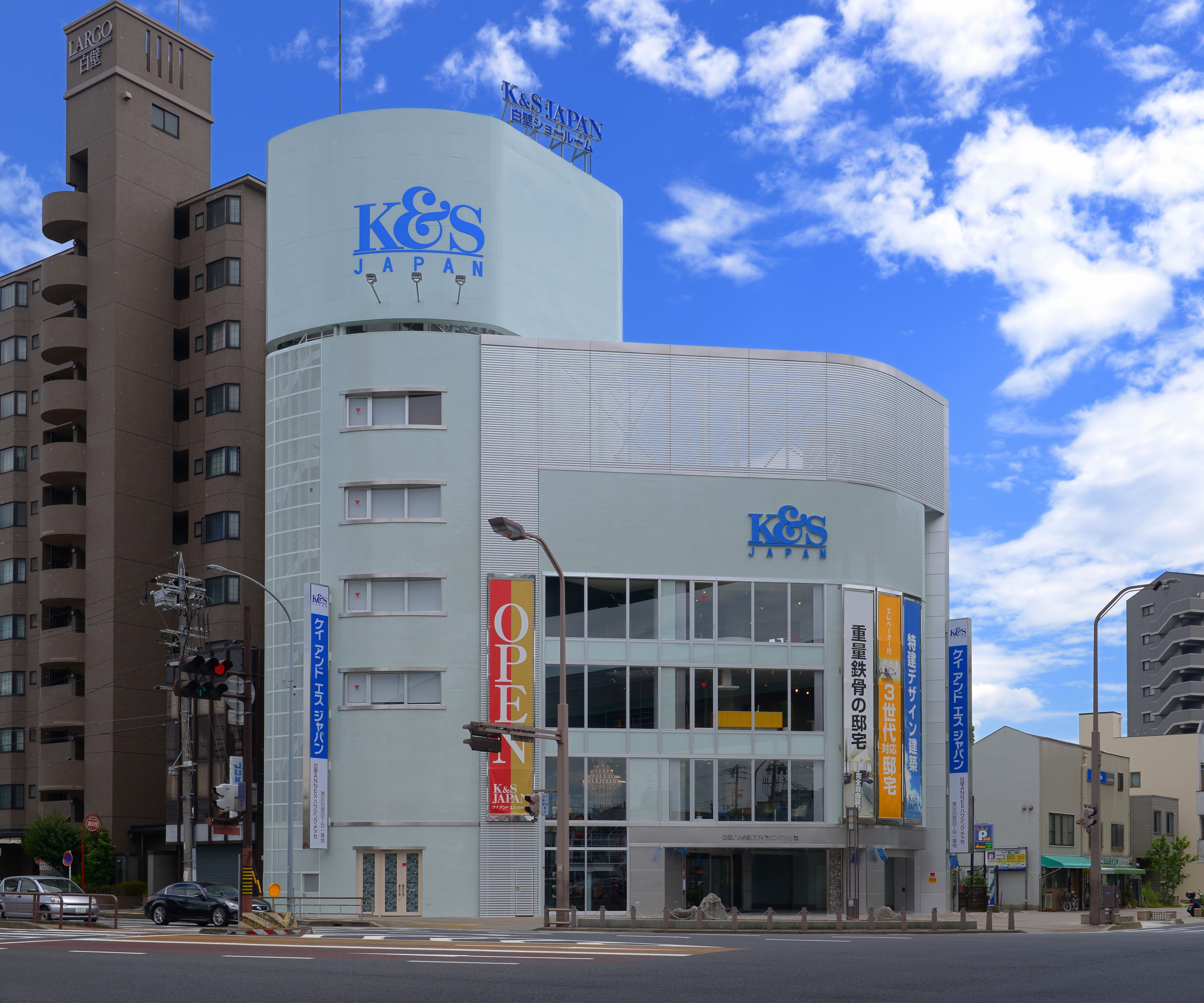
ケイアンドエス白壁ショールーム時代の写真

廃業後の店舗ビルは建築から既に30年以上が経過していたが、周辺が住宅地のため大規模な解体工事は困難で、1年以上買い手が見つからず放置された。
2012年9月になって地元の建築会社ケイアンドエスジャパンが購入、建て替えはせず改装して同社の住宅ショールーム兼事務所「白壁ANNEX ハウジングメッセ」として利用されることになった。11月に工事を開始し12月には通行人が見守る中「美宝堂」の金色の看板が撤去され、2013年7月にリニューアル完了。黒塗りだった美宝堂の旧時計館ビルは所在地名の白壁にちなみ白色に塗り替えられるとともに宝石館も改築、美宝堂時代のイメージを覆すよう明るい雰囲気に一新された。
しかし生まれ変わったのも束の間、営業は長く続かず早くも2017年には休業状態となった。同年8月末に市内の不動産会社に売却された後、12月に解体を開始。更地を経て2018年6月からは同社管理の時間貸し駐車場になった。跡地では2022年2月から建設工事が始まり、2023年4月に10階建てのマンションが完成した。

## CM
1981年より始まった同社のテレビCMは社長である野々垣学とその孫（野々垣該）が出演しており、東海3県では有名だった。このCMは社長の息子で孫の父である野々垣敬専務が映像制作会社を通さずに自社で制作、絵コンテから衣装制作・撮影・編集に至るまで全て行っており、制作から放送までは3日というスピードを誇っていた。2009年5月までに300本を制作した。
映像の中で社長が発する定番の台詞「名古屋・清水口の美宝堂へどうぞ」は、東海3県在住者で知らない者はいないほどにまで有名なものとなり、2か月に1度更新されるこのCMは毎回見る者に「これぞローカルCM」という印象を残した。孫は1989年の3歳の頃より祖父とともに出演しており、CMの中で年を追って孫が成長してゆく姿を見ることができた（しかし、実生活ではCMによるイジメが原因で一時期グレてしまったとのこと）。そして2005年からは、それまで裏方に徹していた専務も出演に加わり、社長・専務・孫の3世代が共演するCMが実現した。
2006年ごろからは専務がメインのCMが多くなり、社長と孫はCMにあまり出演しなくなった。孫が出演しなくなったのは、他県の大学に進学したためとも言われている。
2007年には、リクルートとのタイアップで『タウンワーク758』のローカルCMを制作した。2009年12月放送のフジテレビ系列『爆笑 大日本アカン警察』でもこのCMが取り上げられ、実際に大学生になった孫が同番組の観客として出演した。セキュリティ上、これまでのテレビ番組出演時では非公開となっていた氏名、年齢が明らかになった。2010年に孫も美宝堂に入社し、企画開発室長を務めるようになった。同年5月、孫は美宝堂の空き店舗を利用してネイルサロンをオープン。
末期は専務のラジオやテレビ番組への出演を機に、これまでのマスコミ媒体を使ったCM戦略から方向転換を行い、取扱商品も時計中心のブランド戦略から、次代に遺せる「財産としてのダイヤモンド」という高齢者向けのシフトを行っていた。
このテレビCMによって美宝堂は東海地方では抜群の知名度を得ていたが、前述のように広告宣伝費は経営の負担となっていたと伝えられ、2008年頃からテレビCMは減少し、2010年7月末でテレビCMの放送はなくなった。

## 詐欺事件
2011年3月、美宝堂の実質経営者だった野々垣敬専務が、所属する地元のロータリークラブの人脈を通じて知人らからダイヤモンド投資事業の運用名目で現金を集め、4600万円以上が返済不能となるトラブルが発生し、詐欺容疑で被害届を出されるとの報道がされた。少なくとも2期連続で2億4千万円の赤字決算となっていた。このトラブルが発覚して以降、休業状態になり2011年5月2日に2回目の不渡りを出し、事実上倒産したと5月11日に報じられた。
2011年6月8日、専務が詐欺容疑で逮捕された。さらに、7月1日は別の投資詐欺容疑で再逮捕。8月8日に初公判が行われ、2009年から銀行からの融資が不可能になり、父が創業した美宝堂を倒産させたくないと粉飾決算をし、知人への投資詐欺で得た金を会社の運営資金に流用したとする起訴内容を被告の専務は認めた。
さらに2011年10月21日には、2008年11月に在庫を5億円以上水増しした虚偽の決算報告書を元に愛知県と名古屋市の各信用保証協会から不正に得た信用保証書で金融機関から7000万円の融資を受けたのが詐欺に当たるとして、3度目の逮捕となったが、この容疑については取り調べで否認した。なおこの融資は国の景気対応緊急保証制度を利用したもので同社が受けた最後の銀行融資であったが、返済されたのは120万円だけで残る6880万円はすぐに焦げ付き、信用保証協会より代位弁済された。
公判でも専務は投資詐欺は認めたものの、信用保証協会への詐欺については「粉飾決算は創業者である父親に赤字を隠すため。決算書類が融資保証に使われるとの認識はなかった」と無罪を主張したが、「長年経理を担当し、粉飾した決算書類が融資保証の可否に使われることを十分理解していた」「保証を受けた融資の返済が滞り、多額の公金が使われた」「実の父親から受け継いだ会社を守りたいという気持ちは理解できるものの、結果は重大で非難に値する」として懲役3年（求刑懲役5年）の実刑判決を受けた。控訴審でも事実誤認や量刑の不当を主張したが、「原判決に誤りはない。運転資金を確保するため不正に信用保証を得た動機に、酌むべきものはない」として一審判決を支持され控訴を棄却された。

## 提供番組
- 天気予報（CBC） - 金曜日。